# 馮瀟霆
馮 瀟霆（漢音読み：ふう しょうてい、ひょう しょうてい、簡体字：冯潇霆、繁体字：馮瀟霆、拼音：Féng Xiāotíng、Feng Xiaoting、1985年10月22日 - ）は、中華人民共和国・遼寧省大連市出身の元サッカー選手。元中国代表。現役時代のポジションはディフェンダー。

## 経歴

### クラブ
2003年、17歳にして四川冠城でレギュラーに定着。何度かキャプテンまで務めた。
2003年12月、フランスのFCナントでトライアルに参加したが、加入には至らなかった。 2年目の2004年はケガもありあまり活躍できなかった。
2005年から当時の中国最強チーム・大連実徳でプレイ。
2008年にセリエA・ACシエナへの加入が噂された、シエナのスポーツディレクターである Manuel Gerolin が北京五輪でのパフォーマンスで目を付けたが、諸問題で実現しなかった。2008年末で大連との契約は満了だったため、韓国Kリーグの全南ドラゴンズ、済州ユナイテッド、大邱FCなどが獲得に動いた。最終的には大邱FCと2年契約を結び、2009年3月22日の浦項戦（2－2）でデビュー。
なお中国ではボスマン判決ルールが徹底されておらず、初めての契約満了からの国外移籍で移籍時は騒動になった。
2010年1月29日に、リーグ王者の全北現代に加入したが、ポジションを確保できず同年限りで退団した。
2011年は欧州クラブへの移籍も噂されたが、中国復帰を決意し広州恒大に加入。移籍金は200万ドルとされる。同年はシーズン通して23失点の堅守に貢献。昇格1年目での優勝を果たすと、その後広州恒大での黄金期に貢献した。
2020年に上海申花へレンタル移籍。2023年から東莞莞聯へ加入。

### 代表
2003年にアリー・ハーン監督により17歳にして中国代表に選ばれる。2004年のミャンマー戦で代表デビュー。その後の朱広滬監督の元では若すぎることもあり、主に五輪代表年代でのプレーとなった。
2005年、FIFAワールドユース選手権(現：FIFA U-20ワールドカップ)に出場。FIFAが選ぶ14名の「U-20 ニュースター」にアジア圏で唯一選出される。
2008年、北京オリンピックに中国代表として出場。李偉鋒と主力CBを務めた。
大会後A代表に定着し、ウラジミール・ペトロビッチ監督の元で南アフリカワールドカップ予選に出場。しかしケガが多く、アジアカップは2011、2015ともに負傷で逃した。
2018年、パレスチナ戦(1-1)で代表70試合目にして初得点。
AFCアジアカップ2019にも主力CBとして出場したが、準々決勝イラン戦で致命的なミスから失点を招き、以降代表召集されていない。

## 代表歴

### 出場大会
- U-23中国代表
  - 2008年 - 北京オリンピック (グループリーグ敗退)
- 中国代表
  - 2015年 - 東アジアカップ2015 (ベスト8)
  - 2019年 - AFCアジアカップ2019 (ベスト8)

### 試合数
国際Aマッチ 76試合 1得点（2004年-2019年）
| 中国代表 | 国際Aマッチ | 国際Aマッチ |
| 年       | 出場        | 得点        |
| -------- | ----------- | ----------- |
| 2004     | 2           | 0           |
| 2005     | 0           | 0           |
| 2006     | 0           | 0           |
| 2007     | 0           | 0           |
| 2008     | 5           | 0           |
| 2009     | 5           | 0           |
| 2010     | 8           | 0           |
| 2011     | 5           | 0           |
| 2012     | 4           | 0           |
| 2013     | 7           | 0           |
| 2014     | 6           | 0           |
| 2015     | 5           | 0           |
| 2016     | 9           | 0           |
| 2017     | 7           | 0           |
| 2018     | 7           | 1           |
| 2019     | 5           | 0           |
| 通算     | 76          | 1           |

### ゴール
2018年11月20日現在
| #  | 開催年月日     | 開催地               | 対戦国     | スコア | 結果 | 試合概要 |
| -- | -------------- | -------------------- | ---------- | ------ | ---- | -------- |
| 1. | 2018年11月20日 | 海口市、五源河体育場 | パレスチナ | 1-0    | 1-1  | 親善試合 |

## タイトル

### クラブ
大連実徳
- 中国サッカー・超級リーグ：1回 (2005)
- 中国FAカップ：1回 (2005)

広州恒大
- AFCチャンピオンズリーグ：2回 (2013, 2015)
- 中国サッカー・超級リーグ：8回 (2011, 2012, 2013, 2014, 2015, 2016, 2017, 2019)
- 中国FAカップ：2回 (2012, 2016)
- 中国サッカー・スーパーカップ：4回 (2012, 2016, 2017, 2018)

### 代表
中国代表
- 東アジアカップ：2回 (2005, 2010)

### 個人
- 中国サッカー・超級リーグ ベストイレブン：4回 (2015, 2016, 2017, 2018)
- 中国人年間最優秀選手賞：1回 (2017[2])